# George Grey
George Grey (Lissabon, 14 april 1812 – Londen, 19 september 1898) was een Britse militair, ontdekkingsreiziger en bestuurder. Hij was de 11e premier van Nieuw-Zeeland, tweemaal gouverneur van Nieuw-Zeeland, gouverneur van de Kaapkolonie en gouverneur van Zuid-Australië.

## Levensloop

### Jeugd
Grey werd geboren als de enige zoon van luitenant-kolonel George Grey, die een paar dagen voor zijn zoon geboren werd het leven verloor in de Slag om Badajoz in Spanje. Grey volgde in de voetsporen van zijn vader en werd in 1826 toegelaten tot de Koninklijke Militaire Academie Sandhurst. Hij werd in 1830 in Ierland gelegerd, waar hij veel sympathie ontwikkelde voor de "Ierse gewone man".

### Ontdekkingsreiziger
Op zijn 25e leidde Grey een slecht voorbereide expeditie in Noordwest-Australië. Men dacht destijds dat daar een grote rivier de Indische Oceaan instroomde en dat het land daaromheen in cultuur gebracht kon worden. Het expeditieschip leed schipbreuk. Bij een conflict met lokale aboriginals werd Grey geraakt met een speer in het been. Uiteindelijk werden de overlevenden opgepikt door de HMS Beagle en naar Mauritius gebracht om bij te komen.
Twee jaar later maakte Grey opnieuw deel uit van een expeditie naar West-Australië. Wederom leed hij schipbreuk, ditmaal ter hoogte van Kalbarri. Grey en zijn gezelschap waren de eerste Europeanen die de Gascoyne met eigen ogen zagen. Van daaruit liep de groep naar Perth.

### Gouverneur van Zuid-Australië
Grey was van 1841 tot 1845 de 3e gouverneur van Zuid-Australië. Onder zijn voorganger George Gawler was de kolonie failliet verklaard als gevolg van grote investeringen in de infrastructuur. Grey slaagde er toch een strikt fiscaal beleid in om de financiën op orde te krijgen, maar het echte keerpunt was de vondst van koper bij Burra Burra.

### Eerste termijn als gouverneur in Nieuw-Zeeland
In 1845 volgde een overplaatsing naar Nieuw-Zeeland, waar Grey aan de slag kon als gouverneur. Nieuw-Zeeland beleefde op dat moment een roerige periode. Na de ontdekking in de 17e eeuw door Abel Tasman waren de koloniale machten aanvankelijk nauwelijks geïnteresseerd in het nieuwe grondgebied. Vanaf de jaren dertig van de 19e eeuw kwam daar snel verandering in en groeide de blanke bevolking snel door de toename van Britse immigranten. Dit leidde weer tot onrust onder de Maori, de oorspronkelijke bevolking van Nieuw-Zeeland.
Vijf jaar voor Greys aantreden was het Verdrag van Waitangi gesloten tussen Groot-Brittannië en de Maori. Daarmee werd Nieuw-Zeeland een Britse kolonie. In dit verdrag erkenden de Maori’s de soevereiniteit van het Verenigd Koninkrijk, kregen de Maori’s op papier dezelfde rechten als de Britten en stemden in met de Britse grondclaim op Nieuw-Zeeland. In de jaren daarna waren er toch verschillende conflicten tussen de Maori's en de Europeanen die gingen over grondbeslagleggingen.
Grey was kort na zijn aankomst betrokken bij de zogeheten Vlaggenmast-oorlog. Deze oorlog brak in maart 1845 uit en duurde tot januari 1846. Op het noordelijke deel van het Noordereiland werd tot viermaal toe een vlaggenmast met een Britse vlag omgezaagd door stamhoofd Hōne Heke. Grey viel diens bondgenoot Te Ruki Kawiti aan, die zich had verschanst in een fort bij Ruapekapeka, waarna deze op de vlucht sloeg. Heke zelf raakte daarna in een ander gevecht gewond en realiseerde zich dat de Britten over veel meer militaire middelen beschikten. Na bemiddeling van Tāmati Wāka Nene, een Maori die aan de kant van de Britten meevocht, gaven Kawiti en Heke zich over. Op advies van Nene deelde Grey geen straffen uit.
Grey zag in het algemeen toe op een eerlijke uitvoering van het Verdrag van Waitangi, waarbij de rechten van de Maori gerespecteerd werden, hoewel hij betrokken was bij het neerslaan van verschillende schermutselingen. Hij slaagde er slechts heel gedeeltelijk in om de Maori's te laten assimileren. Grey had niet de financiële middelen om dat grondig aan te pakken. Het Britse bestuur financierde weliswaar scholen, maar deze werden slechts door enkele honderden Maori-kinderen bezocht.
Grey was een van de eerste verzamelaars van Maori-voorwerpen. In 1854 doneerde hij zijn verzameling aan het British Museum. Ondanks de conflicten die hij soms uitvocht met de Maori, werd hij in het algemeen zeer gerespecteerd door hen. Dat kwam mede doordat hij de taal leerde spreken.

### Gouverneur van de Kaapkolonie
Grey was van december 1854 tot augustus 1861 gouverneur van de Kaapkolonie. Als gouverneur poogde hij de oorspronkelijke zwarte bevolking te "beschermen" tegen de oprukkende witte kolonisten door hen in reservaten bijeen te brengen. Hij streefde tevens naar een federale unie samen met de twee boerenstaten Oranjevrijstaat en Transvaal. Oranjevrijstaat had daar wel oren naar, maar het Colonial Office stond afwijzend tegenover dat idee. Grey bemiddelde wel regelmatig in conflicten tussen Oranjevrijstaat en de lokale zwarte bevolking. Hij was tevens oprichter van Grey College in Bloemfontein, de hoofdstad van Oranjevrijstaat.
De Britse regering onthief Grey in 1859 uit zijn functie. Direct na terugkeer in Engeland kreeg hij van een inmiddels nieuw aangetreden regering het aanbod voor een nieuwe termijn als gouverneur op voorwaarde dat hij zich onthield van geluiden over een te vormen federale unie.

### Tweede termijn als gouverneur van Nieuw-Zeeland
De Britse regering vroeg Grey in 1861 voor een termijn als gouverneur van Nieuw-Zeeland, omdat er kort daarvoor een conflict met de Kingitanga, een federatie van verschillende Maori-stammen. Zij stelden dat ze nooit het Verdrag van Waitang hadden ondertekend en daarom een aparte natie vormden. De Britten accepteerde deze lezing niet en beschouwde hun als rebellen. Een grote legermacht, op het hoogtepunt bestaande uit achttienduizend soldaten, werd naar Nieuw-Zeeland verscheept. Grey lanceerde in 1863 de aanval op de Kingitanga, waarna naar een aantal jaren de rust terugkeerde.
Een andere belangrijke daad in zijn tweede termijn als gouverneur was de verplaatsing van de hoofdstad. Auckland was vanaf maart 1841 de hoofdstad van Nieuw-Zeeland. Grey besloot in 1865 dat Wellington de nieuwe hoofdstad moest worden. Met de onrust in het noorden lag Auckland niet heel gunstig in het geval de Maori tot de aanval zouden overgaan.

### Terug in Engeland
Grey keerde in 1861 terug naar Engeland. Zijn partijgenoot William Gladstone, op dat moment premier, zat niet te wachten op diens komst. De reden daarvoor was dat Grey vond dat Ierland zelfbestuur moest krijgen. Grey stelde zich verkiesbaar voor een zetel in het parlement die tussentijds vacant was. Hij nam het op tegen een andere liberaal en een conservatief. De regering van Gladstone was bang dat de liberale stem gedeeld zou worden, waardoor de Conservatieven er met de zetel vandoor zouden gaan. Na overleg besloten zowel Grey als zijn opponent zich terug te trekken ten faveure van een derde liberaal Samuel Boteler Bristowe genaamd. Hierna keerde Grey terug naar Nieuw-Zeeland.

### Premier van Nieuw-Zeeland

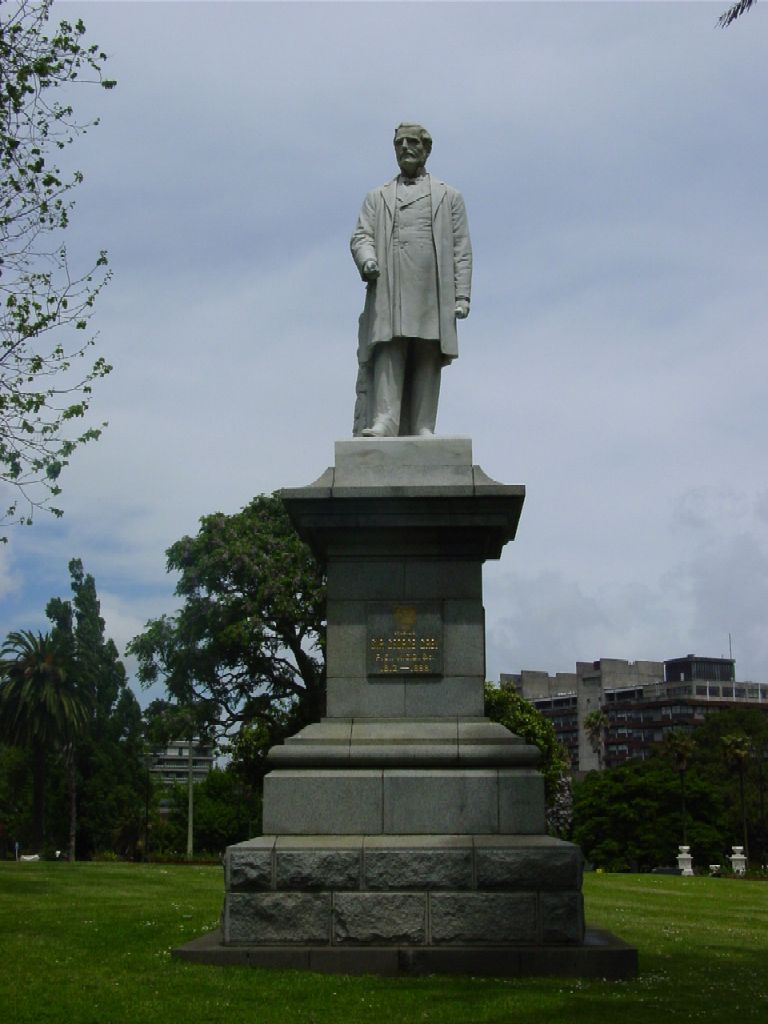
Een standbeeld van Grey in Auckland

In 1875 stelde Grey zich verkiesbaar voor het Nieuw-Zeelandse parlement. Hij stelde zich in twee districten verkiesbaar en werd voor beide verkozen. Dat leidde tot een maandenlange controverse aangezien een kandidaat maar namens een district in het parlement kon zitten. Grey besloot uiteindelijk namens een van de districten zitting te nemen in het parlement, terwijl in het andere district nieuwe verkiezingen werden gehouden.
In het parlement was Grey er op tegen dat het provinciestelsel werd afgeschaft, maar kon dat niet voorkomen. Nadat de zittende premier Harry Atkinson in oktober 1877 een motie van wantrouwen aan zijn broek had gekregen volgde Grey hem op. Hij vroeg gouverneur-generaal George Phipps om nieuwe verkiezingen uit te schrijven, maar deze weigerde dat te doen. Greys premierschap wordt door de meeste historici niet als een succes beschouwd. Zo kreeg zijn regering in 1878 te maken met een economische crisis, waardoor de overheidsinkomsten terug liepen.

### Laatste jaren en overlijden
Grey schreef voor september 1879 nieuwe verkiezingen uit. Hij behield zij zetel, maar had te weinig steun in het parlement om aan te blijven als premier. Grey bleef lid van het parlement tot 1895. Hij keerde in 1894 definitief terug naar Engeland, waar hij op 19 september 1898 overleed. Grey werd begraven in St Paul's Cathedral in Londen.

## Persoonlijk
Grey trouwden in november 1839 met Eliza Lucy Spencer. Zij kregen samen een dochtertje dat na vijf maanden overleed. Hij beschuldigde zijn vrouw ervan dat zij tijdens een bootreis in 1860 flirtte met viceadmiraal Henry Keppel en stuurde haar weg zonder te scheiden. Zij ontmoetten elkaar op latere leeftijd weer, maar een goed huwelijk werd het niet meer.

## Trivia
- In de Company's Garden in Kaapstad staat het standbeeld van George Grey.